# 青井駅

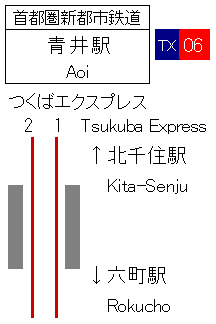
配線図

青井駅（あおいえき）は、東京都足立区青井三丁目にある、首都圏新都市鉄道つくばエクスプレスの駅。駅番号はTX06。

## 歴史
- 2005年（平成17年）8月24日：開業。
- 2007年（平成19年）3月18日：ICカード「PASMO」の利用が可能となる[2]。

## 駅構造

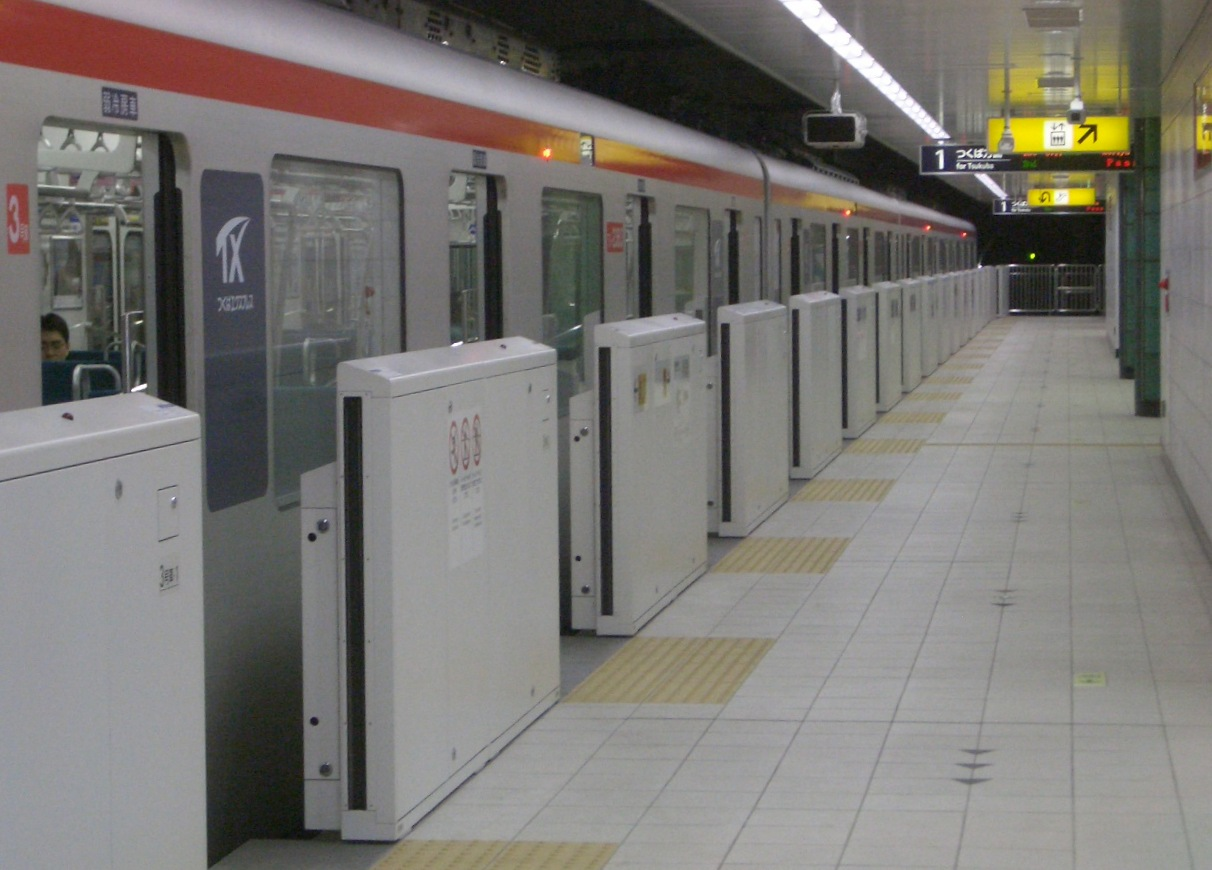
1番線ホーム（2005年8月29日）

相対式ホーム2面2線を有する地下駅。

### のりば
| 番線 | 路線               | 方向 | 行先       |
| ---- | ------------------ | ---- | ---------- |
| 1    | つくばエクスプレス | 下り | つくば方面 |
| 2    | つくばエクスプレス | 上り | 秋葉原方面 |

## 利用状況
2024年度の1日平均乗車人員は6,723人である。
開業以来の1日平均乗車人員推移は下表の通りである。
| 年度               | 1日平均 乗車人員 | 出典     |
| ------------------ | ---------------- | -------- |
| 2005年（平成17年） | 3,423            | [ * 1 ]  |
| 2006年（平成18年） | 4,324            | [ * 2 ]  |
| 2007年（平成19年） | 4,873            | [ * 3 ]  |
| 2008年（平成20年） | 5,249            | [ * 4 ]  |
| 2009年（平成21年） | 5,625            | [ * 5 ]  |
| 2010年（平成22年） | 5,777            | [ * 6 ]  |
| 2011年（平成23年） | 5,812            | [ * 7 ]  |
| 2012年（平成24年） | 5,985            | [ * 8 ]  |
| 2013年（平成25年） | 6,141            | [ * 9 ]  |
| 2014年（平成26年） | 6,028            | [ * 10 ] |
| 2015年（平成27年） | 6,201            | [ * 11 ] |
| 2016年（平成28年） | 6,440            | [ * 12 ] |
| 2017年（平成29年） | 6,651            | [ * 13 ] |
| 2018年（平成30年） | 6,718            | [ * 14 ] |
| 2019年（令和元年） | 6,680            | [ * 15 ] |
| 2020年（令和02年） | 5,279            |          |
| 2021年（令和03年） | 5,671            |          |
| 2022年（令和04年） | 6,090            |          |
| 2023年（令和05年） | 6,445            |          |
| 2024年（令和06年） | 6,723            |          |

## 駅周辺
- 西友青井店
- 綾瀬川
- 東京都道318号環状七号線（環七通り）
- 首都高速6号三郷線 加平出入口
- 足立西加平郵便局
- 足立綾瀬郵便局
- 青和バラ公園
- 東京地下鉄（東京メトロ）千代田線北綾瀬駅（徒歩15分）
- 足立区立青井小学校
- 青井保育園
- 東京都立江北高等学校

当駅周辺一帯は都営団地となっている。駅出入口付近には商店が少ないが、北に200メートルほど進むと青井兵和通り商店街がある。

## バス路線
駅前にロータリーが整備されており、足立区コミュニティバス「はるかぜ」の路線が発着する。
| 系統              | 主要経由地                           | 行先         | 運行会社       |
| ----------------- | ------------------------------------ | ------------ | -------------- |
| はるかぜ1号(綾01) | 第十一中学校・足立区役所・梅島二丁目 | 西新井駅東口 | 日立自動車交通 |
| はるかぜ1号(綾01) | -                                    | 綾瀬駅東口   | 日立自動車交通 |
| はるかぜ9号(綾11) | 綾瀬駅東口・綾瀬六丁目・東和五丁目   | 亀有駅南口   | 日立自動車交通 |

## 隣の駅
首都圏新都市鉄道
つくばエクスプレス
■快速・■通勤快速（平日下りのみ運転）・■区間快速
通過
■普通
北千住駅 (TX05) - 青井駅 (TX06) - 六町駅 (TX07)

### 記事本文

### 利用状況
私鉄の1日平均利用客数
1. ↑  乗車人員 - つくばエクスプレス

私鉄の統計データ
1. ↑  東京都統計年鑑 - 東京都
2. ↑  数字で見る足立 - 足立区

東京都統計年鑑
1. ↑  東京都統計年鑑（平成17年）
2. ↑  東京都統計年鑑（平成18年）
3. ↑  東京都統計年鑑（平成19年）
4. ↑  東京都統計年鑑（平成20年）
5. ↑  東京都統計年鑑（平成21年）
6. ↑  東京都統計年鑑（平成22年）
7. ↑  東京都統計年鑑（平成23年）
8. ↑  東京都統計年鑑（平成24年）
9. ↑  東京都統計年鑑（平成25年）
10. ↑  東京都統計年鑑（平成26年）
11. ↑  東京都統計年鑑（平成27年）
12. ↑  東京都統計年鑑（平成28年）
13. ↑  東京都統計年鑑（平成29年）
14. ↑  東京都統計年鑑（平成30年）
15. ↑  東京都統計年鑑（平成31年・令和元年）